# Geranomyia skuseana
Geranomyia skuseana är en tvåvingeart som först beskrevs av Alexander 1929.  Geranomyia skuseana ingår i släktet Geranomyia och familjen småharkrankar. Inga underarter finns listade i Catalogue of Life.